# John Montagu, Bá tước thứ 4 xứ Sandwich
John Montagu, Bá tước thứ 4 xứ Sandwich, PC, FRS (13 tháng 11 năm 1718 – 30 tháng 4 năm 1792) là một nhà quý tộc và chính khách người Anh. Ông thừa kế tước vị Bá tước xứ Sandwich từ ông nội của mình vào năm 1729, khi đó ông mới 10 tuổi. Trong suốt cuộc đời của mình, John Montagu đã giữ nhiều chức vụ quân sự và chính trị khác nhau, bao gồm Tổng giám đốc Bưu điện, Đệ nhất Đại thần Hải quân và Quốc vụ khanh của Bộ phía Bắc.
John Montagu được xem là một trong những cá nhân nổi tiếng nhất của Gia tộc Montagu, ông đã phát minh ra món bánh Sandwich và tên của bánh được đặt theo tước hiệu của ông. Montagu dưới thời giữ chức Đệ nhất Đại thần Hải quân đã ủng hộ và tài trợ thám hiểm cho James Cook, vì thế nhiều quần đảo đã được đặt tên Sandwich để tôn vinh ông, trong đó có Quần đảo Hawaii khi mới phát hiện ra được gọi là Quần đảo Sandwich và Quần đảo Nam Sandwich ở Nam Cực.